# Stephan Ugron
Stephan Ugron von Ábranfalva (29. září 1862 Mezö-Záh, dnes Zau de Câmpie, Rumunsko – 10. září 1948 Kluž, Rumunsko) byl rakousko-uherský diplomat. V diplomatických službách c. k. monarchie sloužil od roku 1887 a vystřídal působiště v několika evropských zemích i v zámoří. Před první světovou válkou sehrál důležitou úlohu ve funkci vyslance v Srbsku), jako vysoce postavený diplomat se uplatnil i během války mimo jiné ve Varšavě. Po rozpadu monarchie nadále veřejně působil v rodném Rumunsku.

## Životopis
Pocházel ze staré šlechtické rodiny ze Sedmihradska, jejíž historie údajně sahá až ke klanu Sikulů. Byl synem majitele velkostatku Sándora (Alexandra) Ugrona (1826–1891), matka Rozália (1836–1898) měla původ ve starém šlechtickém rodu Kendeffyů. Stephan se narodil na rodovém sídle Studoval na Orientální akademii ve Vídni (1881–1886), poté vykonal povinnou úřednickou praxi u okresního hejtmanství ve vídeňské čtvrti Mariahilf a u Obchodní a živnostenské komory v Brně. Diplomatickou kariéru zahájil v roce 1887 jako konzulární elév ve Smyrně, poté působil na konzulátech v Benátkách, New Yorku, Varšavě a Kyjevě. V letech 1896–1902 vedl rakousko-uherské konzulární zastoupení v Tbilisi, titul konzula mu byl udělen až v roce 1898. V letech 1902–1909 byl generálním konzulem ve Varšavě, titul generálního konzula II. třídy obdržel v roce 1903. V letech 1909–1911 byl vyslaneckým radou (respektive legačním radou I. kategorie) v Bukurešti.
V letech 1911–1913 byl rakousko-uherským vyslancem v Bělehradě, kde měl na přímý popud císaře Františka Josefa přispět ke zlepšení diplomatických vztahů. Jako první upozornil na existenci tajné organizace Černá ruka a jejích možných vazeb na srbskou vládu. Kromě toho byl účastníkem diplomatických jednání v době balkánských válek (1912–1913) a podílel se na mezinárodní konferenci velvyslanců v Bělehradě v roce 1912. Po odvolání ze Srbska se vrátil do Vídně, kde od roku 1914 vedl polské oddělení na ministerstvu zahraničí. Nakonec byl v letech 1917–1918 velvyslancem u Generálního governorátu ve Varšavě pod německou správou, kde usiloval o řešení polské otázky v tom smyslu, aby Rakousko-Uhersko neztratilo Halič. Po skončení první světové války byl penzionován a vrátil se do rodného Sedmihradska, které na základě Trianonské smlouvy připadlo Rumunsku. I v následujících letech byl veřejně aktivní a v letech 1923–1926 byl předsedou Maďarské národní strany v Rumunsku. Jako přední zástupce evangelíků byl od roku 1930 kurátorem reformované církve v Rumunsku.

## Tituly a ocenění
Jako příslušník staré šlechtické rodiny byl v roce 1890 jmenován c. k. komořím. Během svého působení v diplomatických službách získal několik vyznamenání v Rakousku-Uhersku i v zahraničí.

### Rakousko-Uhersko
- Jubilejní pamětní medaile (1898)
- Řád železné koruny III. třídy (1901)
- důstojník Řádu Františka Josefa (1907)
- velkokříž Řádu Františka Josefa (1917)

### Zahraničí
- velkokříž Řádu rumunské koruny (Rumunsko)
- Řád svatého Sávy I. třídy (Srbsko)
- Řád sv. Stanislava II. třídy (Rusko)
- Řád svaté Anny III. třídy (Rusko)
- Řád Medžidie II. třídy (Osmanská říše)
- Řád Osmanie IV. třídy (Osmanská říše)
- Řád pruské koruny III. třídy (Německo)